# Balle Minié

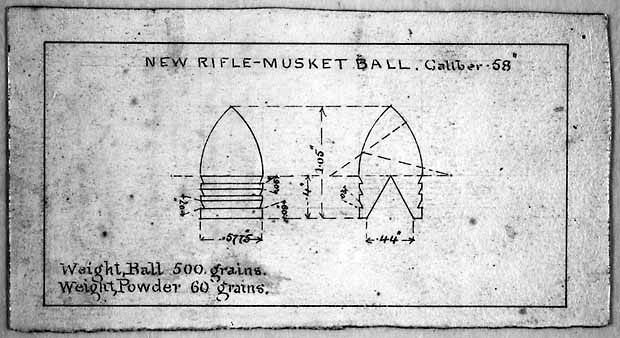
Balle Minié, 1855

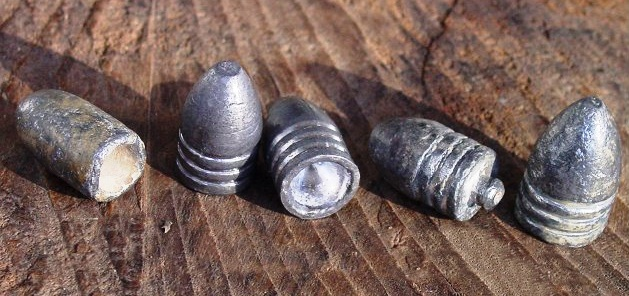
Différents types de balles Minié. Les quatre de droite ont les rainures Tamisier pour améliorer leur stabilité aérodynamique

La balle Minié est un type de balle de fusil à chargement par la bouche. Ce projectile diffère de la balle sphérique par sa forme en ogive et le fait qu'il s'incruste dans les rayures du canon et est donc stabilisé par la rapide rotation qui lui est imprimée pendant son trajet dans le canon. La balle Minié est dénommée ainsi d'après le nom de son codéveloppeur, Claude Étienne Minié, inventeur du fusil Minié. Elle s'est fait connaître lors de la guerre de Crimée et de la guerre de Sécession.

## Conception
La balle Minié était une balle de plomb cylindrico-conique, d'un calibre légèrement plus petit que celui du canon de l'arme à laquelle elle était destinée. Elle avait à la base quatre rainures extérieures remplies de graisse et un trou conique. Telle qu'elle a été conçue par Minié, la balle avait un ergot de fer à sa base afin de la faire avancer et, sous la pression des gaz, d'assurer l'étanchéité en comblant l'espace entre elle et le canon, lui permettant de venir en contact avec ses rayures.
L'ancêtre de la balle Minié a été créée en 1848 par les capitaines de l'armée française Montgomery et Henri-Gustave Delvigne. Leur conception a été faite pour permettre le chargement rapide des fusils par la bouche, une innovation qui a entraîné sa généralisation comme une arme de masse du champ de bataille. En 1826, Delvigne avait inventé une balle qui pourrait se tasser et s'expanser pour surmouler les rainures du canon du fusil. La conception de l'ogive cylindro-conique de la balle a été proposée en 1832 par le capitaine John Norton, mais n'avait pas été adoptée.

## Utilisation
La balle pouvait être rapidement retirée de la cartouche en papier, la poudre versée dans le canon et la balle chargée par la bouche et tassée avec une baguette contre le fond du canon. Le tassement permettait de tasser la poudre, mais aussi de déformer la balle pour la mettre en contact avec les rayures du canon. Ainsi, lorsque le coup était tiré, la balle tournait sur elle-même, acquérant une meilleure précision, mais aussi, du fait de l'amélioration de l'étanchéité, une plus grande vitesse à la bouche et une meilleure portée. Cela permettait aussi de nettoyer le canon des résidus.

## Efficacité

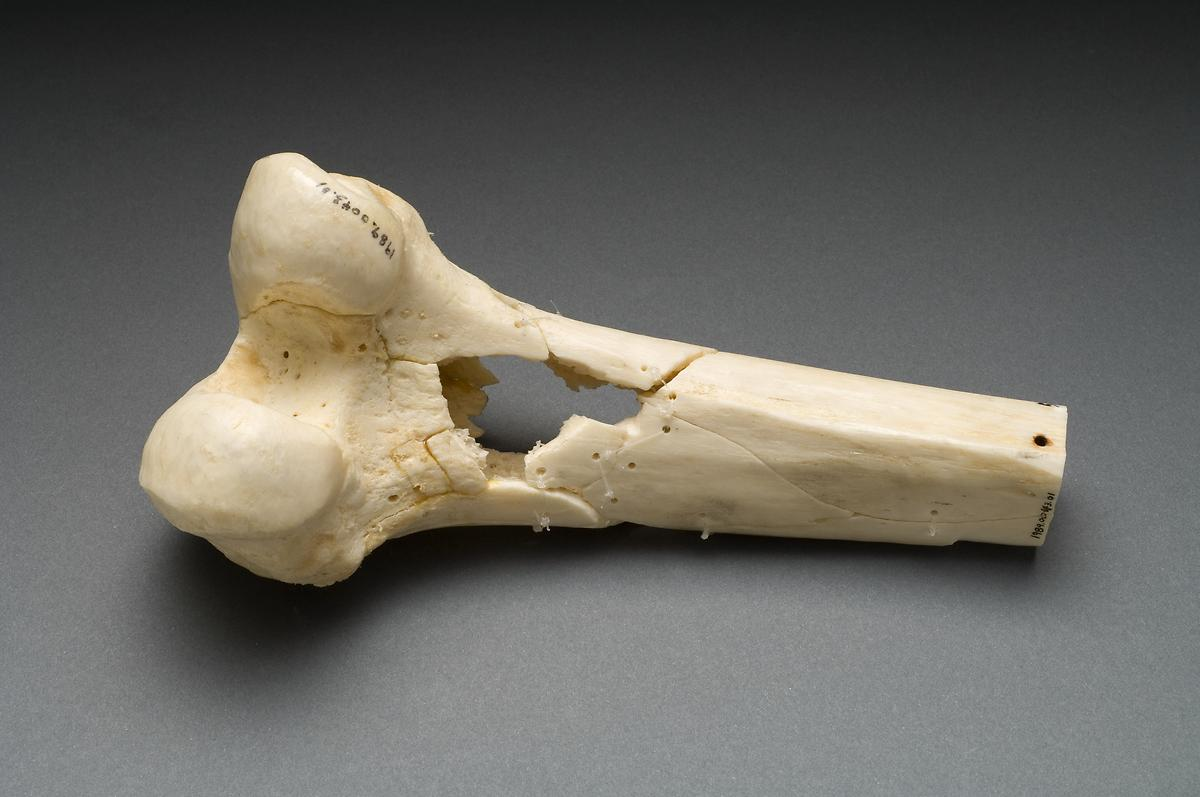
Un fémur humain traversé par une balle Minié

En 1849, un essai test à Vincennes a démontré qu'à 15 m, la balle Minié pouvait pénétrer deux planches de bois de peuplier, chacune épaisse de 17 mm et séparées de 50 cm. Les soldats de l'époque répandirent la rumeur selon laquelle à 1 100 m, la balle pouvait traverser un soldat et son sac à dos et tuer n'importe qui se tenant derrière lui, tandis qu'à très courte distance elle pouvait traverser 15 personnes se tenant les unes derrière les autres.
La balle permet un tir précis jusque 450 m environ.
La balle Minié a considérablement augmenté la létalité des armes à feu et lorsque Claude-Etienne Minié a mis au point son invention en 1849, il n'avait probablement pas conscience du carnage qu'il allait provoquer lors de la guerre civile américaine quelque douze ans plus tard.
Sur les 175 000 blessures par balles aux extrémités constatées par les unionistes, 30 000 se sont soldées par une amputation et 25 % des amputations ont été suivies d'un décès. 

## Histoire
La balle Minié a connu une diffusion limitée durant la guerre de Crimée mais, plus tard, les armes dérivées de celle de Minié ont été les armes les plus courantes durant la guerre de Sécession. L'adoption de cette munition a permis aux soldats de recharger leurs fusils à canon rayé plus rapidement et de tirer avec plus de précision. Ceci a eu pour conséquence l'augmentation de la létalité des armes utilisées sur le champ de bataille et a rendu les tactiques classiques d'infanterie de ligne obsolètes.

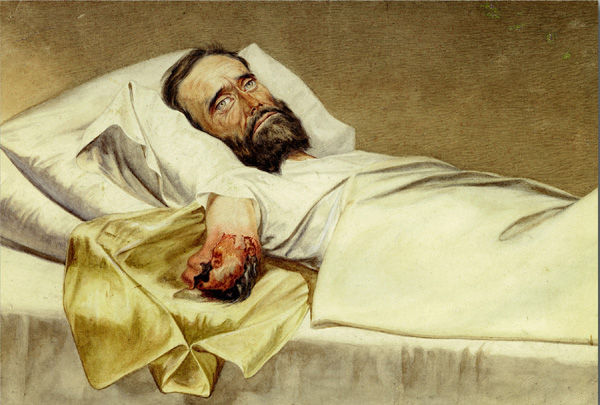
Peinture de la guerre de Sécession, un soldat blessé par une balle Minié gît avec un bras amputé gangrené

Le gouvernement des États-Unis a adopté la balle Minié avant la guerre civile, avec quelques modifications. La jupe de la base de balle était légèrement plus fine et l'ergot a été supprimé, car la pression des gaz seule était suffisante pour déformer la jupe et surmouler les rayures. De plus, les balles adoptées par le gouvernement des États-Unis comportaient seulement trois rainures extérieures remplies de graisse, au lieu de quatre. Le fusil américain fusil Springfield Model 1861 et le modèle britannique fusil Enfield Pattern 1853, les armes les plus utilisées pendant la guerre civile américaine, utilisaient la balle de Minié.
Les blessures infligées par la balle conique de Minié sont différentes de celles causées par les balles rondes des mousquets à canon lisse, car la balle conique a une vitesse initiale plus élevée et une masse plus grande, et pénètre plus facilement le corps humain. Les balles rondes ont tendance à rester logées dans la chair, et on observe souvent qu'elles suivent un chemin sinueux à travers le corps. Des muscles et des tendons fléchis, ainsi que des os, peuvent faire dévier la balle ronde. La balle de Minié a tendance à suivre un chemin droit et reste rarement logée dans le corps. Si une balle de Minié frappe un os, elle provoque généralement l'éclatement de celui-ci.
Comme la balle sphérique des armes à canon lisse, la balle Minié produit de terribles blessures. Les balles de gros calibre brisent facilement les os, et, dans de nombreux cas, le chirurgien amputait le membre touché plutôt que de risquer une infection secondaire souvent fatale,. En raison de la précision accrue de ces balles tirées avec des fusils à canon rayé, la guerre de Sécession et dans une moindre mesure la guerre de Crimée ont entraîné des pertes massives, beaucoup plus importantes que durant les conflits précédents.